# جزيرة سيتاليا
جزيرة سيتاليا (باليونانية: Ψυττάλεια)‏ هي جزيرة غير مأهولة في خليج سارونيك بين ميناء بيرايوس وشبه جزيرة كينوسورا في جزيرة سلاميس ، اليونان.تبلغ مساحتها 0.375 كيلومتر مربع. تضم الجزيرة أكبر محطة لمعالجة مياه الصرف الصحي في أثينا وهي أيضا الأكبر في أوروبا، مع قدرة تجفيف قصوى يومية متوقعة تبلغ 750 طنا من مياه الصرف الصحي إداريا هو جزء من بلدية بيرايوس.

## تاريخ
انظر أيضًا: معركة سلاميس في عام 480 قبل الميلاد، وقبل معركة سلاميس البحرية، أقام الفرس في الجزيرة حامية من الجنود والنبلاء. بعد الانتصار اليوناني، تراجع الأسطول الفارسي نحو فاليرون، وتُرك الحرس خلفهم. أريستيدس، إستراتيجوس الأثيني، نزل على الجزيرة وأعدم جميع الفرس.
من العصور الوسطى حتى وقت قريب، كانت الجزيرة تُسمى ليبسوكوتالي (باليونانية: Λειψοκουτάλι)‏ لأنها تشبه نصف ملعقة عند رؤيتها من جبل أيجاليو. وقد تم تحديد موقع سيتاليا القديمة منذ فترة طويلة، على الرغم من أن بعض العلماء اقترحوا جبل أيجاليو بديلًا. ومع ذلك، لا يزال الإجماع قائمًا على أن الموقع هو ليبسوكوتالي
في التاريخ الحديث، تحولت الجزيرة لفترة وجيزة إلى سجن بحري، وفقًا للنموذج الفرنسي آنذاك، بالإضافة إلى كونها مكانًا للمنفى السياسي للمعارضين.

## محطة معالجة مياه الصرف الصحي
منذ التسعينيات، بدأ خليج سارونيك بالتلوث بمياه الصرف الصناعي والسكني القادمة من أثينا. ولحماية النظام الإيكولوجي، وبسبب الآثار السلبية على السياحة، أُقيمت محطة لمعالجة مياه الصرف الصحي في الجزيرة، وبدأت العمل في تشرين الثاني/نوفمبر 1994. شملت العملية المعالجة الأوليةالتي تمنع النفايات من دخول البحر، لكنها لم توفر حلًا دائمًا للحمأة الناتجة. وقد أثبتت الحلول المؤقتة، مثل تصدير الحمأة وتحييدها من خلال الأكسدة، أنها غير كافية على مر السنين
في 1 يونيو 2007، تم تشغيل محطة معالجة الحمأة، مع خطي إنتاج بسعة تجفيف نفايات إجمالية تبلغ 500 طن يوميًا. بدأ تشغيل خطي إنتاج آخرين بعد شهر، مما رفع الطاقة الإجمالية إلى أكثر من 750 طنًا يوميًا. وتشير التقديرات إلى أن الحمأة المتبقية، التي تتراوح بين 150,000 و160,000 طن، والتي تراكمت في الجزيرة على مدى السنوات التي كانت فيها المعالجة الأولية فقط هي النشطة، سيتم تحويلها إلى وقود أحيائي خلال الأشهر الستة الأولى من التشغيل واستخدامها في الصناعة، ولا سيما في أفران الأسمنت ومحطات توليد الكهرباء
في 5 أكتوبر 2007، أعلن نائب وزير البيئة، ثيميستوكليس زانثوبولوس، أنه لن يتبقى أي حمأة خلال الأشهر الخمسة التالية، وأن مدققي الحسابات، مثل محكمة مراجعي الحسابات الأوروبية، قد وافقوا على جودة المصنع

## الهياكل والخدمات الأخرى
في الجزء الشمالي الشرقي من الجزيرة ، الذي لا تشغله محطة معالجة مياه الصرف الصحي ، توجد منارة ومحطة لنظام خدمة مرور السفن التابعة لخفر السواحل اليوناني.